# Oops! I Did It Again: The Best of Britney Spears
Albums de Britney Spears
B in the Mix: The Remixes Vol. 2
(2011) Playlist: The Very Best of Britney Spears
(2012)
Oops I Did It Again! - The Best of Britney Spears est le troisième greatest hits de la chanteuse américaine Britney Spears, sorti le 19 juin 2012 sous Sony Music. L'album contient 4 des 34 singles officiels de la chanteuse, 4 singles promotionnels ainsi que des pistes et pistes bonus de cinq de ses albums studios, ...Baby One More Time (1999), Oops!... I Did It Again (2000), Britney (2001), In the Zone (2004) ainsi que Circus (2008). Aucune chanson de Blackout (2007) et Femme Fatale (2011) n'est présente. Contrairement aux précédentes compilations de Britney Spears, celle-ci ne reçut ni promotion ni single.
Contrairement aux deux précédents best of de la chanteuse, Greatest Hits: My Prerogative et The Singles Collection, Oops! I Did It Again: The Best of Britney Spears ne contient pas de chansons inédites.

## Genèse
Aucun communiqué de presse n'a annoncé l'album, sa sortie prenant ainsi les fans et les critiques par surprise. Ceux-ci soulignant le choix aléatoire des titres qui exclut la plupart des succès commerciaux de Spears et inclut les chansons favorites des fans extraites des quatre premiers albums de la chanteuse.
Bien que la compilation ne contienne aucune chanson issu de l'album Femme Fatale, la pochette est une photo provenant du shoot promotionnel de cet album, on peut la trouver au sein du livret de l'opus Femme Fatale.
Oops I Did It Again! - The Best of Britney Spears n'est paru que sous forme numérique dans la plupart du monde. L'album a reçu une sortie physique dans certaines parties de l'Asie ainsi qu'en Europe, comme au Royaume-Uni où il a bénéficié d'une promotion relativement importante en magasin.

## Liste des titres
| #   | Titre                    | Compositeur(s)                                                            | Producteur(s)                     | Durée |
| --- | ------------------------ | ------------------------------------------------------------------------- | --------------------------------- | ----- |
| 1.  | Oops!... I Did It Again  | Max Martin, Rami Yacoub                                                   | Martin, Yacoub                    | 3:31  |
| 2.  | ...Baby One More Time    | Max Martin                                                                | Max Martin, Rami                  | 3:30  |
| 3.  | I'm a Slave 4 U          | Chad Hugo, Pharrell Williams                                              | The Neptunes                      | 3:23  |
| 4.  | Born to Make You Happy   | Kristian Lundin, Andreas Carlsson                                         | Kristian Lundin                   | 4:03  |
| 5.  | Cinderella               | Martin, Rami, Spears                                                      | Max Martin, Rami                  | 3:39  |
| 6.  | Brave New Girl           | Spears, Brian Kierulf, Josh Schwartz, Kara DioGuardi                      | Brian & Josh                      | 3:30  |
| 7.  | The Hook Up              | Spears, Stewart, Nikhereanye, Magnet                                      | Trixster, Penelope Magnet (co.)   | 3:54  |
| 8.  | Don't Hang Up            | Spears, Kierulf, Schwartz                                                 | Brian & Josh                      | 4:02  |
| 9.  | One Kiss From You        | Steve Lunt                                                                | Steve Lunt, Larry "Rock" Campbell | 3:23  |
| 10. | Anticipating             | Spears, Schwartz, Kierulf                                                 | Brian Kierulf, Josh Schwartz      | 3:16  |
| 11. | What It's Like to Be Me  | Justin Timberlake, Wade Robson                                            | Wade J. Robson, Justin Timberlake | 2:50  |
| 12. | My Baby                  | Spears, Sigsworth                                                         | Guy Sigsworth                     | 3:18  |
| 13. | Out from Under           | Shelly Peiken, Arnthor Birgisson, Wayne Hector                            | Guy Sigsworth                     | 3:53  |
| 14. | You Got It All           | Rupert Holmes                                                             | Eric Foster White                 | 4:09  |
| 15. | Showdown                 | Spears, Christian Karlsson, Pontus Winnberg, Henrik Jonback, Cathy Dennis | Bloodshy & Avant                  | 3:17  |
| 16. | That's Where You Take Me | Spears, Schwartz, Kierulf                                                 | Brian Kierulf, Josh Schwartz      | 3:32  |